# Tinissa yaloma
Tinissa yaloma är en fjärilsart som beskrevs av Robinson 1981. Tinissa yaloma ingår i släktet Tinissa och familjen äkta malar. Inga underarter finns listade i Catalogue of Life.